# Павичевич, Лука
Лука Павичевич (черног. Лука Павићевић, 17 июня 1958, Титоград, СФРЮ) — черногорский баскетбольный тренер. Наибольшую известность получил в качестве игрока югославской команды «Югопластика» и тренера национальной сборной Черногории.

## Профессиональная карьера

### В качестве игрока
Начинал играть в баскетбол вместе с Жарко Паспалем. Профессиональную карьеру начинал в клубах, представляющих СФРЮ. Успел поиграть за «Будучност», «Цибону», «Югопластику» и «Црвену звезду». После двух лет обучения математике в университете Юты в 1990 году выставлял кандидатуру на драфт НБА, однако не был выбран. Вернулся на Балканы, выступал за местные клубы, также успел поиграть в Израиле, Польше, Венгрии, Франции, Финляндии. В составе «Югопластики» трижды становился обладателем кубка чемпионов ФИБА — в сезоне 1988—89, сезоне 1989—90 и 1990—91.
В 2003 году завершил карьеру игрока.

### В качестве тренера
Начал тренерскую карьеру в 2003 году, когда возглавил баскетбольный клуб «Београд». В сезоне 2004—05 тренировал «Атлас», который довёл до полуфинала Кубка Сербии по баскетболу. С «Хемофармом» в сезоне 2005—06 доходил до финала Кубка Сербии и полуфинала Еврокубка. В сезоне 2006—07 занимал пост главного тренера греческого клуба «Паниониос». В сезоне 2007—08 с немецкой «Альбой» стал чемпионом Германии. В 2012 году возглавил французский клуб «Шораль Роан Баскет», параллельно работал со сборными Черногории и Ирана.
В конце 2015 года стал главным тренером черногорского клуба «Будучност», с которым в следующем сезоне выиграл кубок.
В ноябре 2016 года Павичевич стал участником технического комитета баскетбольной ассоциации Японии, а также стал временным исполняющим обязанности главного тренера сборной после того, как в отставку ушёл Кендзи Хасегава.
В июне 2017 года Павичевич стал главным тренером японской команды «Алварк», с которым в сезонах 2017—18 и 2018—19 стал чемпионом страны.

## Достижения

### В качестве игрока
«Югопластика»
- Обладатель Кубка Югославии по баскетболу (1): 1988

 «Югопластика»
- Чемпион Евролиги (3) : 1988—89, 1989—90, 1990—91
- Чемпион Югославии (3) : 1988—89, 1989—90, 1990—91
- Обладатель Кубка Югославии по баскетболу (2) : 1990, 1991

 «Железник»
- Обладатель Кубка Сербии и Черногории по баскетболу (1): 1997

 «Хонка»
- Чемпион Финляндии (1): 2000-01

 Югославия
- Победитель Игр доброй воли (1): 1990
- Чемпион мира (до 19 лет) (1): 1987
- Чемпион Европы (до 16 лет) (1): 1983
- Чемпион Европы (до 18 лет) (1): 1986

### В качестве тренера
«Альба»
- Чемпион Германии (1): 2007—08
- Обладатель Кубка Германии (1): 2009

 «Будучност»
- Обладатель Кубка Черногории (1): 2016

 «Алварк»
- Чемпион Японии (1): 2017—18, 2018—19

## Личная жизнь
Его отец был инженером-строителем, а мать — стоматологом-ортодонтом. У Луки двое сыновей — Андрей и Матия.